# Cacharel

Cacharel är ett franskt företag som grundades i Nîmes 1958 av Jean Bousquet, men är nu baserat i Paris.   De tillverkar och marknadsför kläder, accessoarer och parfymer. Kända produkter är bland annat parfymerna Anaïs Anaïs och Promesse. Företaget är sedan 1975 dotterbolag till L'Oréal.
Cacharel utmärks av sin ungdomliga, feminina, färgstarka och lätta klädstil, vilket blev vad som fick företaget att slå igenom, efter att de hamnat på ELLE:s förstasida 1963.
Namnet på varumärket kommer från en and, cacharel, som i södra Frankrike är namnet på årta, (Anas querquedula). Utnyttjandet av varumärket har anförtrotts företaget Jean Cacharel.

## Historia
Från början var Cacharel ett märke för dambyxor. Jean Bousquet blev en pionjär, eftersom han förstod hur man kombinerar skapandet av produkter med varumärket. 
Med tillgång till stora resurser använde Bousquet sig av tunn bomullscrêpe som används i underkläder för att göra en blus som hade en herrskjorta som förebild. Ett foto signerat Peter Knapp med toppmodellen Nicole de Lamargé iklädd den berömda blusen publicerades på omslaget till Elle 1966. Detta var början på succén. När Brigitte Bardot knyter sin Cacharelblus under bröstet följer allt efter, blusen blir ett måste och Cacharel hittar sin plats i alla garderober med culottebyxor, shetlandströjor och pinafore-klänningar.
Flera stylister kommer senare att gå till Cacharel, inklusive hans svägerska Corinne Sarrut, Agnès b, Lolita Lempicka, Emmanuelle Khanh, Corinne Cobson, den japanska designern Atsuro Tayama, duon Mark Eley och Wakako Kishimoto och Clemens Ribeiro. Sedan april 2009 har Cédric Charlier (tidigare Lanvin) varit ansvarig för kvinnliga kreationer på Cacharel under fyra säsonger. Han ersattes 2011 av Ling Liu och Dawei Sun..
I november 2009 gjorde Cacharels samarbete med den italienska gruppen Aeffe (Alberta Ferretti, Philosophy, Moschino, Pollini (läderskor och accessoarer), Cédric Charlier etc.), genom undertecknandet av ett licensavtal,  det möjligt för Cacharel att distribuera sina produkter internationellt.